# Grabado en vidrio

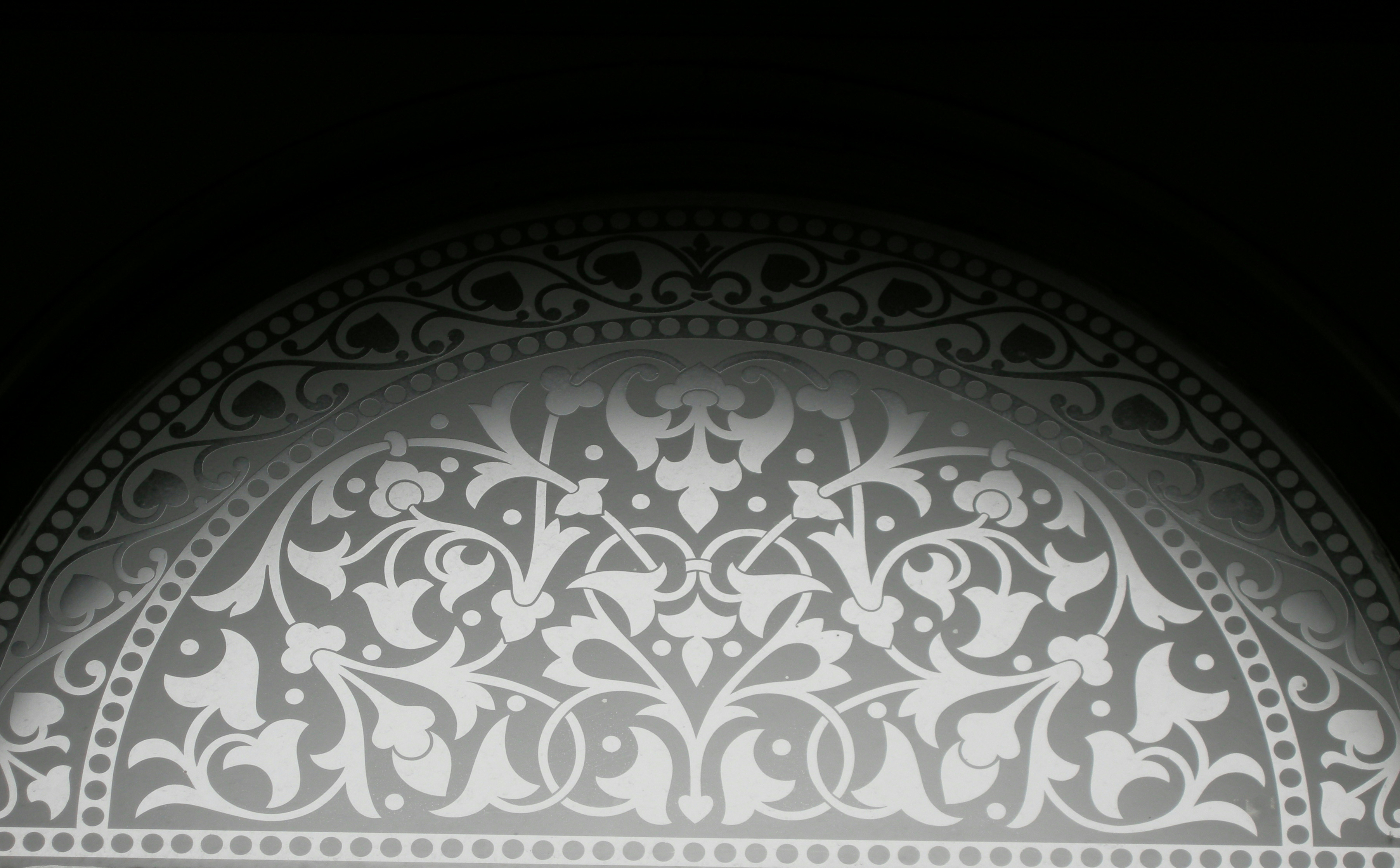
Vidrio grabado en el museo Bankfield

El grabado sobre vidrio, o "gofrado francés", es una técnica popular desarrollada a mediados del siglo XIX que aún hoy se utiliza ampliamente en espacios residenciales y comerciales. El grabado en vidrio consiste en crear arte en la superficie del vidrio aplicando sustancias ácidas, cáusticas o abrasivas. Tradicionalmente, esto se hace después de soplar o fundir el vidrio, aunque el grabado en molde ha sustituido a algunas formas de grabado superficial. La eliminación de pequeñas cantidades de vidrio da lugar a la superficie rugosa y translúcida característica del vidrio esmerilado.

## Técnicas
Para conseguir una superficie grabada en el vidrio, ya sea por efecto artístico o simplemente para crear una superficie translúcida, se utilizan diversas técnicas.
El grabado ácido se realiza con ácido hexafluorosilícico (H2SiF6) que, en estado anhidro, es incoloro. El ácido puede prepararse mezclando polvo de cuarzo (dióxido de silicio), fluoruro de calcio y ácido sulfúrico concentrado; el ácido se forma después de que la mezcla resultante se caliente y los vapores (tetrafluoruro de silicio) hayan sido absorbidos por el ácido sulfúrico concentrado.
Los aficionados utilizan crema para grabar vidrio, ya que suele ser más fácil de usar que el ácido. Disponible en tiendas de artículos de arte, está compuesta por fluoruros, como el fluoruro de hidrógeno y el fluoruro de sodio. Dado que los tipos de ácidos utilizados en este proceso son extremadamente peligrosos (consulte la sección sobre seguridad del ácido fluorhídrico), los métodos abrasivos han ganado popularidad.

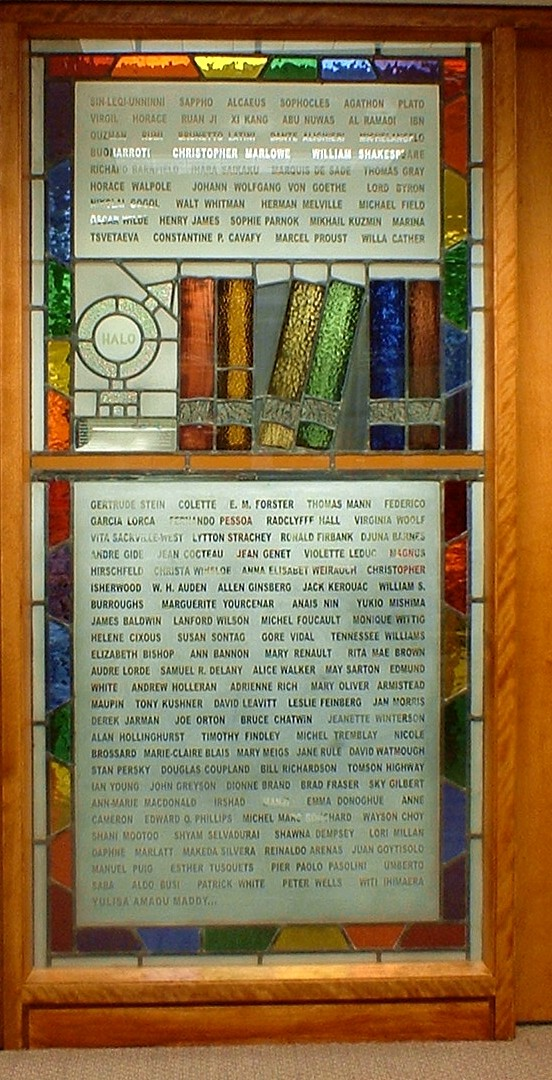
Vidrio grabado y vidriera conmemorativa (c. 2006)

El chorreado abrasivo ("chorro de arena") es otra técnica habitual para crear motivos en la cristalería, dando al vidrio un aspecto "esmerilado". Suele utilizarse con fines comerciales. El aire a alta presión mezclado con un material abrasivo corta la superficie del vidrio para crear el efecto deseado. Cuanto más tiempo se concentren en un punto el chorro de aire y el material abrasivo, más profundo será el corte.
El vidrio Leptat es un vidrio grabado al ácido mediante un proceso patentado. Leptat toma su nombre de la palabra checa que significa "grabar", porque la técnica se inspiró en una exposición de vidrio de Bohemia, República Checa (antigua Checoslovaquia), vista en la pasada Feria Mundial de Osaka, Japón, y patentada en Estados Unidos por Bernard E. Gruenke, Jr. de los Estudios Conrad Schmitt. Se han realizado diseños abstractos, figurativos, contemporáneos y tradicionales en vidrio Leptat. A veces, un diseño o motivo secundario se graba más ligeramente en las zonas negativas, para mayor interés. También pueden incrustarse pan de oro o esmaltes de colores para resaltar los diseños. La técnica Leptat permite que el vidrio refleje la luz desde muchas superficies, como una gema tallada.
Grabado en molde. En la década de 1920 se inventó un proceso de grabado en molde, en el que el arte se grababa directamente en el molde, de modo que cada pieza fundida salía del molde con la textura ya en la superficie del vidrio. Esto redujo los costes de fabricación y, combinado con un mayor uso del vidrio de color, dio lugar a una cristalería barata en la década de 1930, que más tarde se conoció como vidrio de la Depresión.
El grabado esmerilado es el proceso en el que el material de vinilo para ventanas se corta para producir un patrón y luego se aplica a una ventana para dar un efecto de patrón esmerilado.

## Aplicaciones
Existen muchas aplicaciones interiores y exteriores para el vidrio grabado al ácido. El vidrio grabado al ácido se utiliza ampliamente para:
- Mejorar cualquier zona en la que se pueda utilizar vidrio y en la que se desee un poco de privacidad y luz natural.
- Crear paredes o tabiques característicos.
- Enriquecer puertas y ventanas
- Realzar el aspecto de las balaustradas
- Aumentar las mamparas de ducha y bañera

## Ejemplos

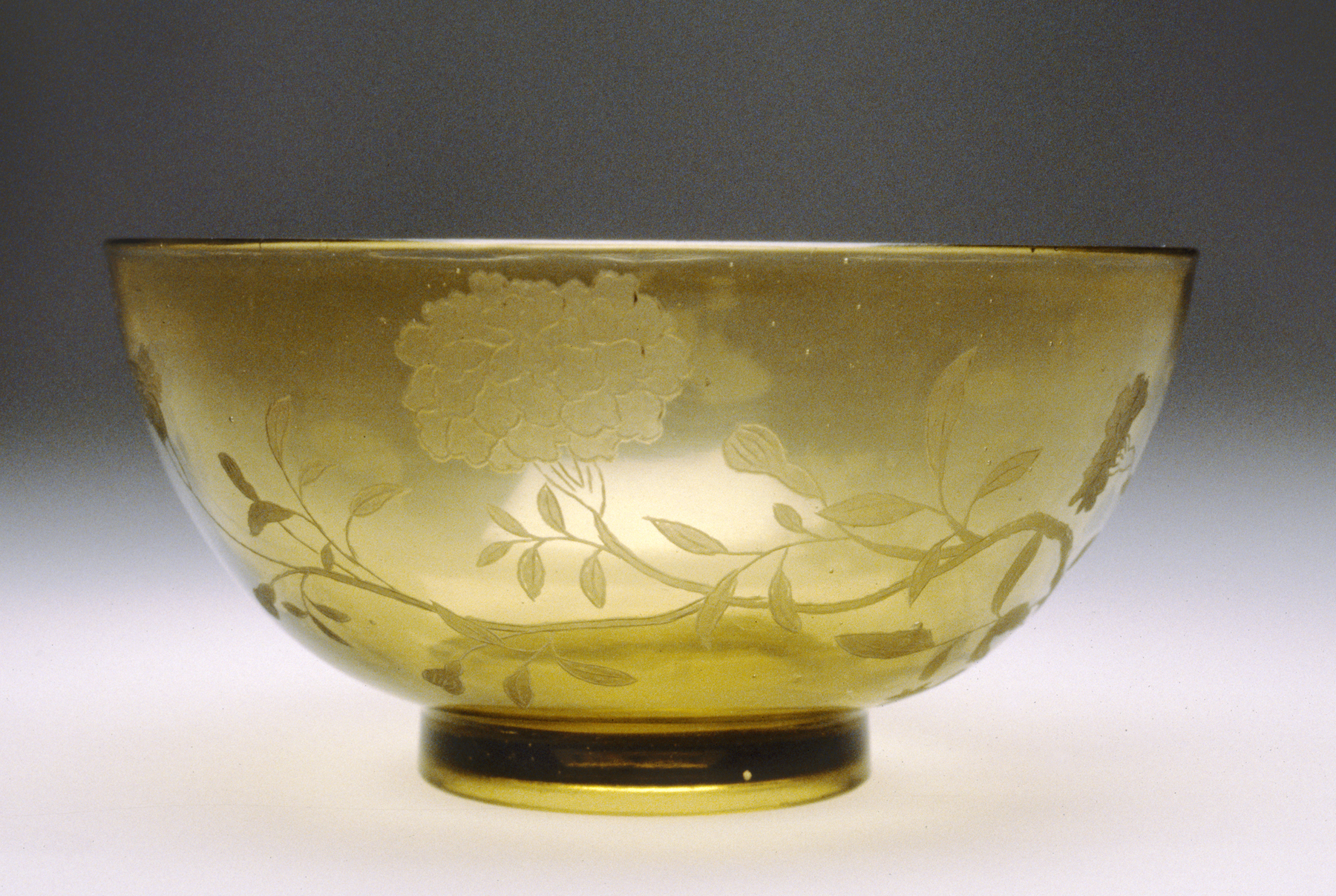
Cuenco chino del siglo XVIII, tallado grabado al agua fuerte.
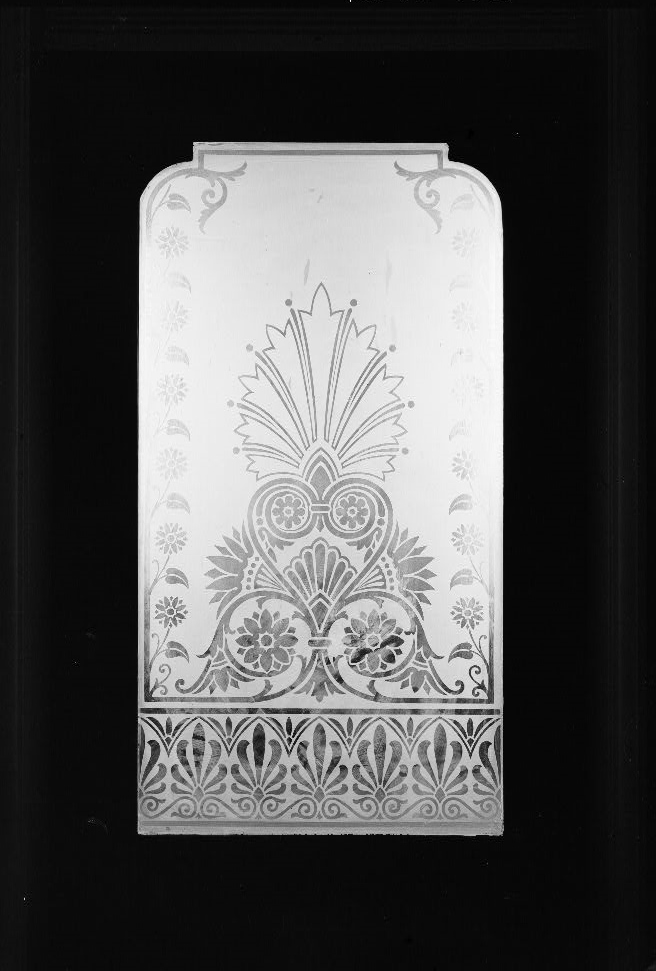
Ventana de puerta grabada (siglo XIX)
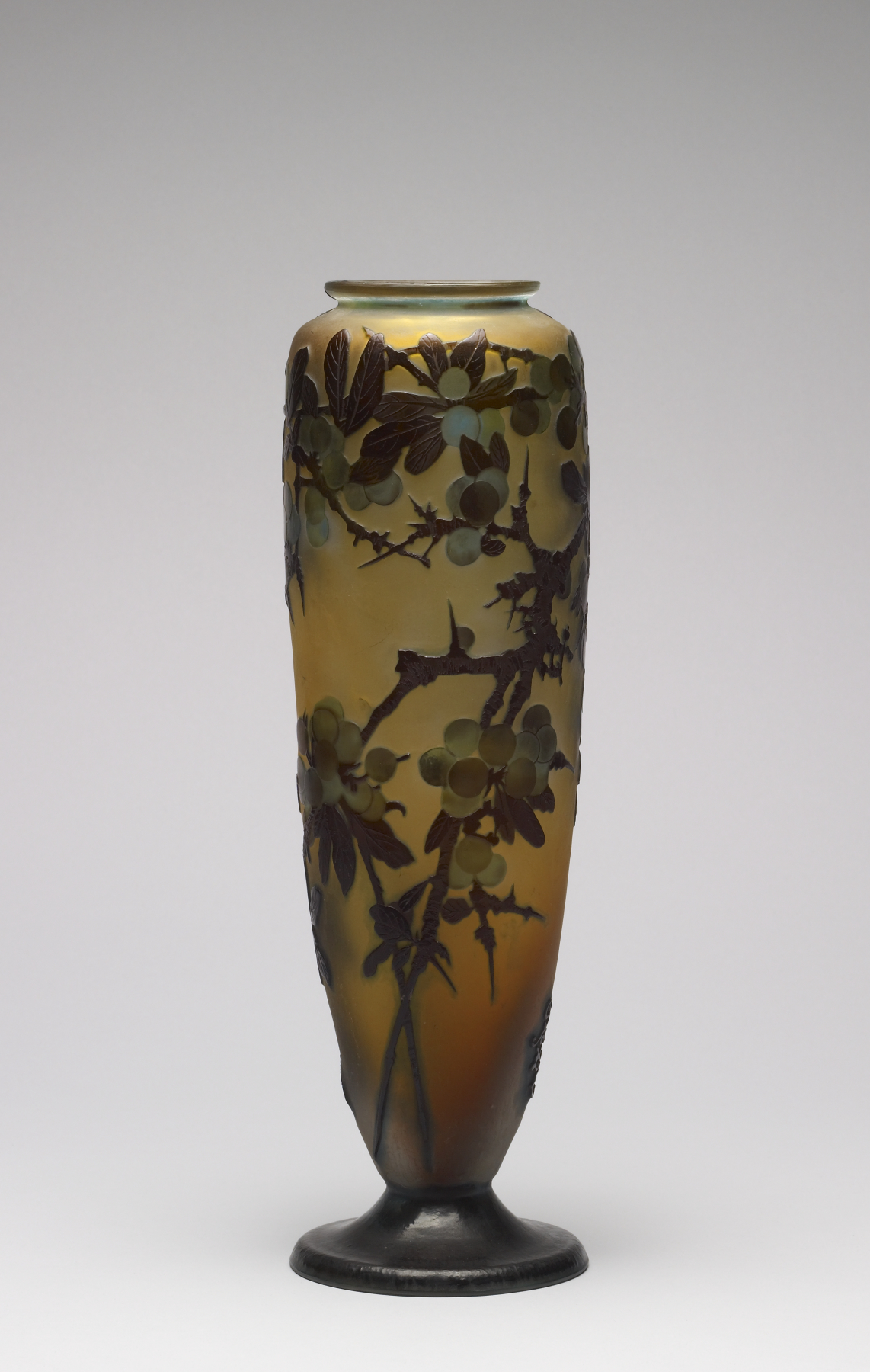
Vaso grabado al ácido de Emile Gallé (siglo XX)
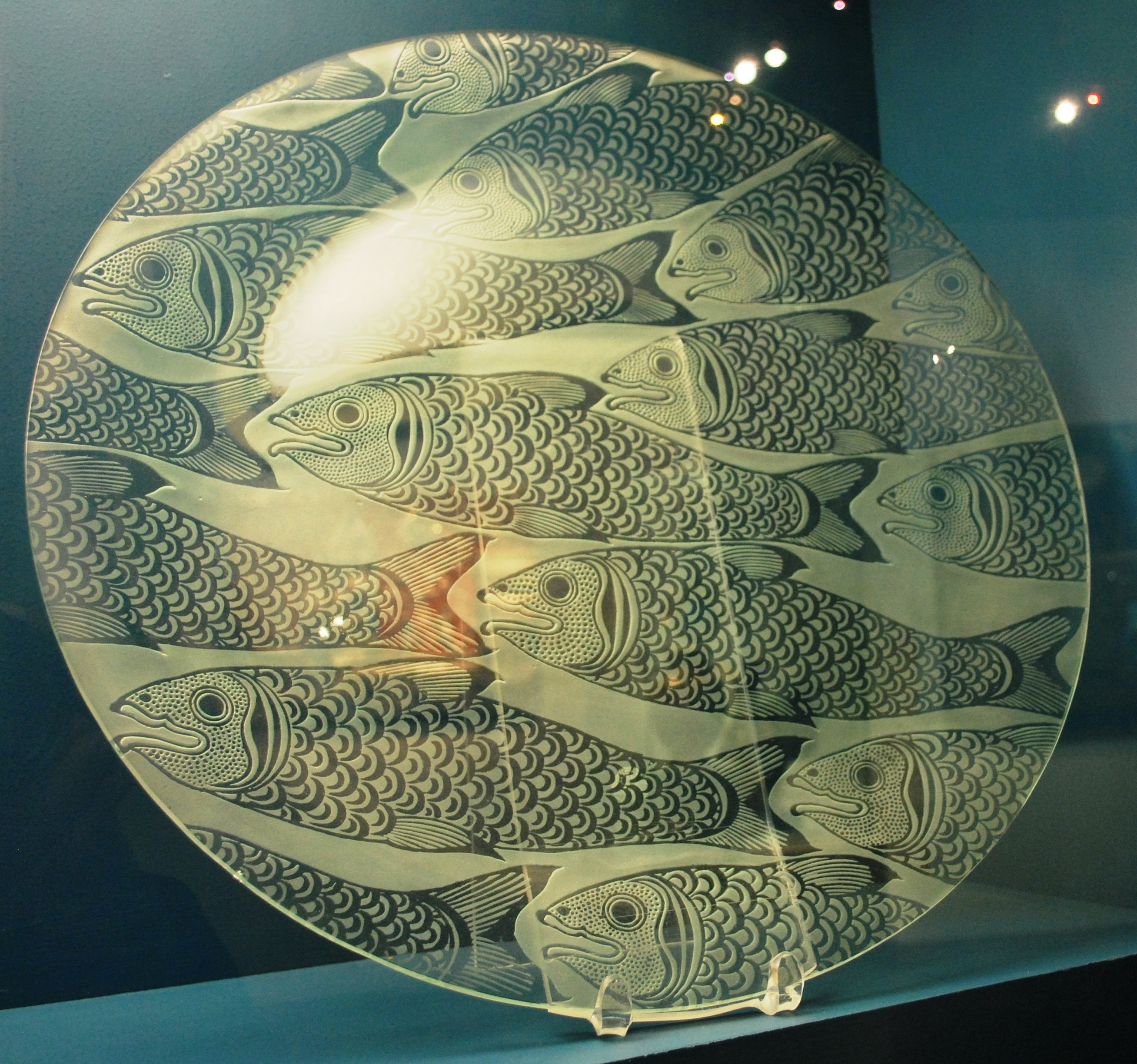
Plato grabado de México del siglo XXI
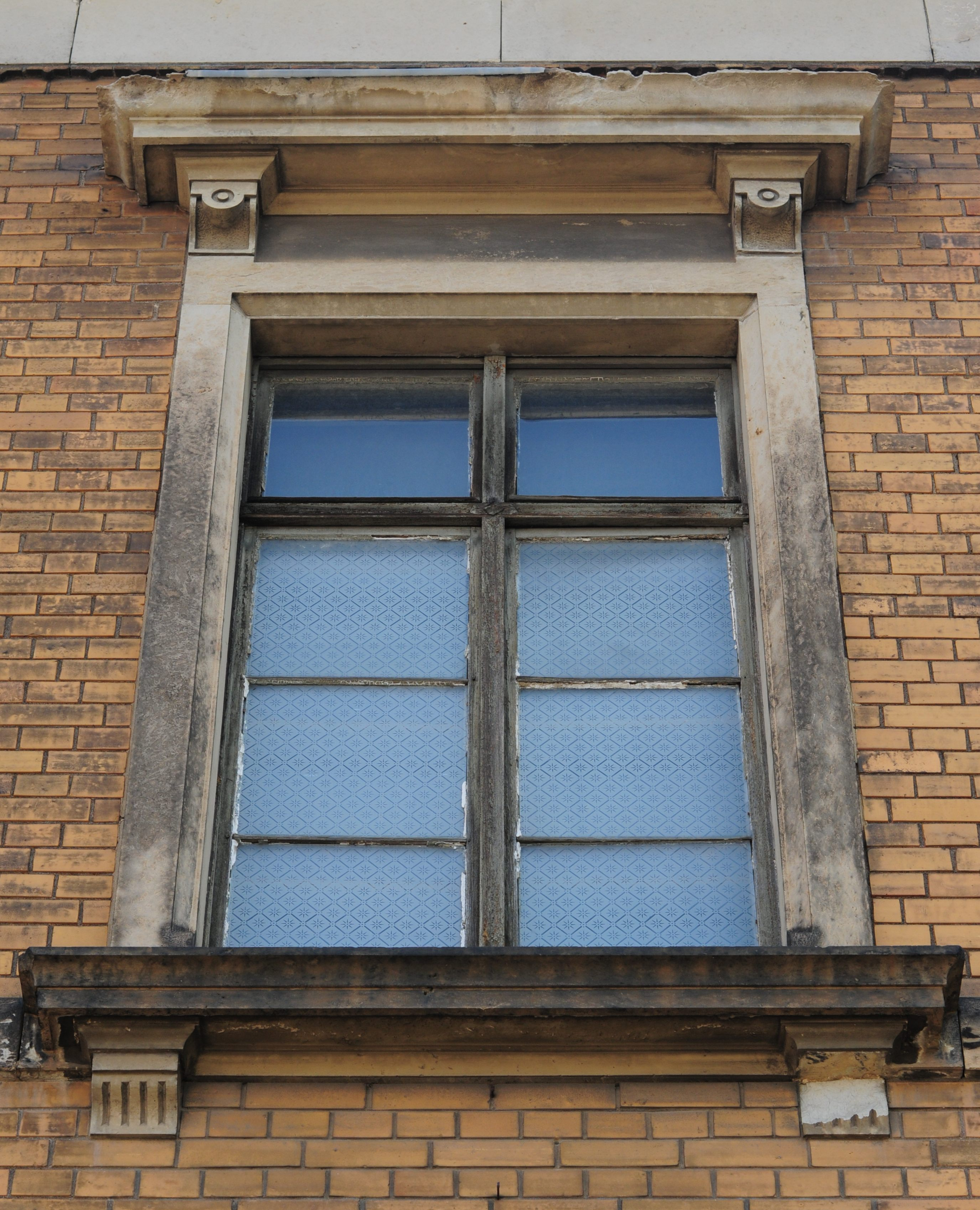
Una ventana con vidrio grabado en el histórico hospital regional de Zwickau